# Татар (Джебраильский район)
Татар (азерб. Tatar) — село в Джебраильском районе Азербайджана.

## Топонимика
Ойконим отражает название племени татар, одного из тюркских племен..

## География
Село расположено у подножия Карабахского хребта.

## История
В ходе Первой карабахской войны в 1993 году село перешло под контроль армянских вооружённых сил и согласно административно-территориальному делению непризнанной Нагорно-Карабахской Республики входило в Гадрутский район НКР.
22 октября 2020 года Вооружённые силы Азербайджана восстановили контроль над селом.

## Экономика
Основной отраслью хозяйства было животноводство .